# Josué Mayard
Josué Mayard est un footballeur international haïtien né le 10 mars 1980 à Montréal au Canada. Il évolue au poste de défenseur. Son frère Pierre-Rudolph a joué avec les sélections de jeunes canadiennes.

## Biographie
Après avoir joué en Ligue de soccer élite du Québec, Josué Mayard débute dans le soccer professionnel avec l'Impact de Montréal en A-League.

## Palmarès
- Vainqueur de la Coupe caribéenne des nations en 2007 avec l'équipe d'Haïti